# Sexta Coligação
A Sexta Coligação (português europeu) ou Sexta Coalizão (português brasileiro) foi a união militar da Áustria, Prússia, Rússia, Suécia, Reino Unido e alguns estados alemães contra o Império Francês de Napoleão Bonaparte. A coalizão conseguiu derrubá-lo do poder e forçá-lo ao exílio na Ilha de Elba.
Em 1812, Napoleão invadiu a Rússia. Após uma importante vitória na batalha de Borodino, ele conquistou Moscou mas não conseguiu capturar o imperador Alexandre I e nem subjugar o Império russo. Com a aproximação do inverno e com poucas provisões, ele ordenou uma retirada de volta a França, via Alemanha, contudo o exército francês foi duramente castigado pelo frio e pelos ataques russos à sua retaguarda enfraquecida.[carece de fontes?]
A Rússia então aliou-se à Sexta Coligação. A Suécia também aderiu a coalizão, em resposta a invasão da Pomerânia sueca por tropas francesas. Em 1813, Napoleão partiu para ofensiva, derrotando as tropas aliadas em Lützen (maio) e em Bautzen. Bonaparte, que perdera boa parte do seu exército na Rússia, conseguiu reunir 250 mil homens (a maioria inexperientes). Os seus Estados satélites da Confederação do Reno forneceriam mais tropas, contudo os Aliados estavam mais preparados e em maior número. Guarnições do exército francês ainda estavam em grande número lutando na Espanha. Em agosto de 1813, Napoleão derrotou um exército com quase o dobro do tamanho do seu na batalha de Dresden, contudo ele não conseguiu explorar este sucesso pois o marechal Nicolas-Charles Oudinot foi derrotado pelos prussianos a caminho de Berlim.
Napoleão então reagrupou-se na Saxônia, mas foi forçado a bater em retirada sobre o rio Reno, após ter sido derrotado pelos Aliados na batalha de Leipzig, deixando livres os Estados alemães. Boa parte dos países da Confederação do Reno voltaram-se contra os franceses logo em seguida. Os exércitos russo, austríaco e prussiano invadiram a França pelo norte e tomaram Paris em março de 1814. Napoleão abdicou do trono e partiu para o exílio na ilha de Elba.
Os membros da Sexta Coalizão reuniram-se no Congresso de Viena para restaurar as monarquias absolutistas na Europa. No entanto, enquanto era discutido o novo mapa europeu, Bonaparte evadiu-se de seu local de exílio, regressando à França e constituindo um novo exército. Depois de vencer a batalha de Ligny e fracassar em Quatre-Bras, a 18 de junho de 1815 foi definitivamente vencido na batalha de Waterloo, que pôs fim às Guerras Napoleónicas.